# Deperszonalizáció
A deperszonalizáció jellemzője a testi vagy szellemi folyamatoktól való tartós vagy visszatérő elkülönültség érzése. Deperszonalizációs zavarban az egyén általában úgy érzi, mintha saját életének kívülálló megfigyelője lenne. A személy önmagát és a világot valótlannak és álomszerűnek élheti meg. A deperszonalizáció egyéb pszichiátriai megbetegedés tünete is lehet. Valójában a harmadik leggyakoribb pszichiátriai tünet (a szorongás és depresszió után), és sokszor életveszélyes helyzet átélése, pl. baleset, háborús élmény, illetve súlyos betegség vagy sérülés után jelentkezhet. Külön kórkép formájában a deperszonalizációs zavart kiterjedten még nem tanulmányozták, ezért előfordulási gyakorisága és okai egyelőre ismeretlenek.

## Tünetek
A deperszonalizációs zavarban szenvedő egyének önazonosságukat, testüket és életüket torzult formában érzékelik, ami kellemetlen érzéssel tölti el őket. A tünetek gyakran csak időszakosan jelentkeznek, a szorongás, a pánik és a félelmek (fóbiák) tüneteivel együtt. Ugyanakkor a tünetek évekig fennállhatnak, vagy évekre visszatérhetnek. A betegek olykor csak nagyon nehezen tudják leírni panaszaikat, és attól félhetnek, vagy azt hihetik, hogy meg fognak őrülni.
A deperszonalizációs zavarnak enyhe, átmeneti formái is vannak, amelyek csak kis mértékben befolyásolják a viselkedést. Egyes személyek képesek a zavarhoz alkalmazkodni, vagy gátolni képesek annak hatását. Másokat állapotuk miatt, folyamatosan gyötör a szorongás, félnek, hogy megőrülnek, vagy a testükből jövő torz érzeteken, valamint az önmaguktól és a világtól való elidegenedés érzésén rágódnak. A szellemi gyötrődés gátolhatja őket a munkában és a mindennapi tevékenységek végzésében, és akár önellátásra képtelenné válhatnak.
A deperszonalizációs zavar diagnózisa a tüneteken alapul. A kivizsgálással az orvos kizárja egyéb szervi betegség (pl. epilepszia), kábítószer-függőség, vagy más pszichiátriai kórkép lehetőségét. A speciális beszélgetések segíthetik az orvost a sajátos állapot felismerésében.

## Kezelés és kórjóslat
A deperszonalizáció érzése gyakran kezelés nélkül elmúlik. Terápia akkor szükséges, ha az állapot huzamosabb ideig fennáll, visszatér, vagy szenvedést okoz. Kezelésében a pszichodinámiás pszichoterápia, a viselkedésterápia és a hipnózis bizonyult hatékonynak, azonban egyetlen kezelési mód sem hatásos az összes deperszonalizációs zavarban szenvedő beteg esetében. Egyeseknek a nyugtatók és az antidepresszánsok segítenek. A deperszonalizáció gyakran társul egyéb pszichiátriai kórképhez, vagy éppen ennek hatására jelentkezik, amit szintén kezelni kell. A deperszonalizációs zavar kialakulásával kapcsolatban bármely felvetődő oki tényezővel foglalkozni kell.
Bizonyos fokú enyhülést általában sikerül elérni. Sok esetben teljes gyógyulás is elérhető, elsősorban azoknál, akiknél a stresszes kiváltó ok a terápia során rendezhető. Bár sok esetben a kezelés nem jár teljes sikerrel, a betegek fokozatosan önmaguktól is javulhatnak.